# (1134) Кеплер
(1134) Кеплер (нем. Kepler) — астероид, относящийся к группе астероидов пересекающих орбиту Марса и принадлежащий к спектральному классу S. Он был открыт 25 сентября 1929 года немецким астрономом Максом Вольфом в обсерватории Хайдельберг в Германии и назван в честь немецкого астронома и математика, автора трёх законов движения планет Иоганна Кеплера.

Орбита астероида Кеплер и его положение в Солнечной системе
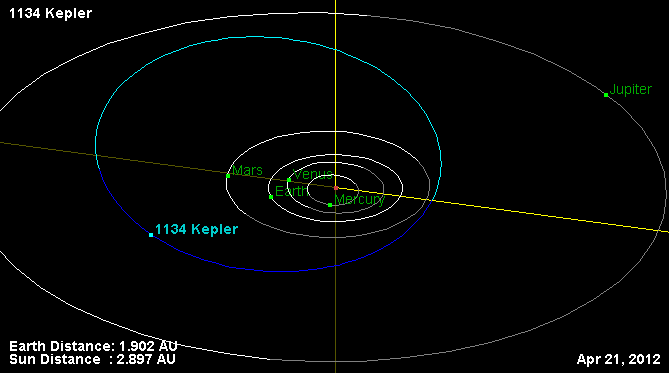
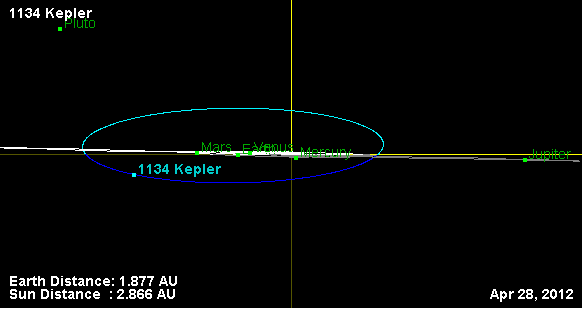